# كاميلا مورينو
كاميلا مورينو (بالإسبانية: Camila Moreno)‏ هي مغنية مؤلفة وملحنة ومغنية تشيلية، ولدت في 8 يوليو 1985 في سانتياغو في تشيلي.

## وصلات خارجية
- كاميلا مورينو على موقع IMDb (الإنجليزية)
- كاميلا مورينو على موقع ميوزك برينز (الإنجليزية)
- كاميلا مورينو على موقع ديسكوغز (الإنجليزية)
- كاميلا مورينو على موقع قاعدة بيانات الفيلم (الإنجليزية)